# Rozkaz bojowy
Rozkaz bojowy – wytyczne dowódcy, zazwyczaj formalne, wydane podległym dowódcom, w celu skoordynowanego przeprowadzenia walki i operacji.

## Charakterystyka
Wydawany jest zazwyczaj w formie pisemnej, graficznej lub w formie ustnej (na niższych szczeblach dowodzenia drużyna, pluton). Do zasadniczego rozkazu są wydawane załączniki, które precyzują poszczególne elementy planowania działań bojowych.
Istnieje również forma skrócona: rozkaz częściowy – wydawany w razie potrzeby, eliminujący konieczność powtarzania informacji zawartych w podstawowym rozkazie operacyjnym (bojowym); może być wydawany częściami.
Rozkaz bojowy w Siłach Zbrojnych PRL i innych armiach państw UW zawierał (1979) zwykle: ocenę nieprzyjaciela, zadanie bojowe oddziału, zadania sąsiadów oraz linie rozgraniczenia, zamiar rozegrania walki, zadania podległych pododdziałów, miejsca rozmieszczenia stanowisk dowodzenia, czas ich rozwinięcia i kierunek przesunięcia.
Na szczebli operacyjnym występuje rozkaz bojowy sił powietrznych jako zasadniczy dokument rozkazodawczy. W Siłach Zbrojnych Rzeczypospolitej opracowywany jest na szczeblu Centrum Operacji Powietrznych - Dowództwa Komponentu Powietrznego i stanowi efekt końcowy procesu planowania. Zawiera  informacje o planowanych działaniach powietrznych w rejonie połączonych działań operacyjnych, w określonym przedziale czasowym. Zawiera też informacje o działaniach planowanych i realizowanych przez siły podległe Dowódcy Komponentu Powietrznego oraz innych działaniach w strefie jego odpowiedzialności.

## Układ rozkazu bojowego
Rozkaz bojowy składa się ze stałych pięciu punktów:
- Sytuacja[a]:
  - obszar działań,
  - przeciwnik,
  - wojska własne,
  - zmiany w podporządkowaniu
- Zadanie
- Realizacja
  - zamiar
  - zadania dla podwładnych
  - wytyczne koordynacyjne[6]:
    - terminy i czasy,
    - elementy dowodzenia i koordynacji działań (linie, obiekty, linie rozgraniczenia, punkty, rejony),
    - zasady użycia siły (ang. Rules of Engagement),
    - środki redukujące ryzyko powstania strat (ang. Risk Reduction Control Measures)
    - inne, według potrzeb.
- Zabezpieczenie logistyczne:

informacje dotyczące zabezpieczenia materiałowego, zabezpieczenia technicznego i specjalistycznych usług logistycznych oraz zabezpieczenia medycznego,
- Dowodzenie i łączność:

struktura dowodzenia, położenie punktów dowódczych oraz sukcesję dowodzenia; organizacja łączności, w tym wykorzystanie etatowych środków łączności i przydzielonych od przełożonego, kryptonimy, częstotliwości, sygnały dowodzenia, system meldunkowy.